# قائمة سور القرآن الكريم
يقسم القرآن إلى 114 سورة مختلفة الطول، تُعرف باسم «السُوَر» ومفردها «سورة». وتُقسم هذه السور إلى قسمين: مكية ومدنية، فأما السور المكية فهي التي نزلَت في مدينة مكة قبل الهجرة إلى المدينة، وأغلبها يدور على بيان العقيدة وتقريرها والاحتجاج لها، وضرب الأمثال لبيانها وتثبيتها وعددها 86 سورة، أما السور المدنية فهي التي نزلت بعد الهجرة سواءً في المدينة المنورة أو في مكة المكرمة بعد الفتح، ويكثر فيها ذكر التشريع، وبيان الأحكام من حلال وحرام وعددها 28 سورة. وقد قسَّم علماء الشريعة سور القرآن إلى ثلاثة أقسام وفقًا لطولها، ألا وهي: السبع الطوال وهي سور البقرة، وآل عمران، والنساء، والمائدة، والأنعام، والأعراف، والتوبة. وسميت بالطوال لطولها، والطوال جمع طويلة. والمئون، وهي ما ولي السبع الطوال، سُمِّيَت بذلك لأن كل سورة منها تزيد على مائة آية أو تقاربها. والمثاني، وهي ما ولي المئين. قام مسلمو الصدر الأول بتسمية سور القرآن بحسب تكرر الاستعمال، فمن المعلوم أن العرب تراعي في الكثير من المسميات أخذ أسمائها من نادر أو مستغرب يكون في الشيء من خَلْق أو صفة تخصه، أو تكون معه أحكم أو أكثر أو أسبق. وعلى ذلك جرَت أسماء سور القرآن، كتسمية سورة البقرة بهذا الاسم لقرينة ذكر قصة البقرة المذكورة فيها، وسميت سورة النساء بهذا الاسم لما تردد فيها من كثير من أحكام النساء، وتسمية سورة الأنعام لما ورد فيها من تفصيل في أحوالها، وسُميت سورة الإخلاص كذلك لما فيها من التوحيد الخالص، وهكذا دواليك. أولى السور في المصحف هي سورة الفاتحة، وقد جُمعت السور الطويلة في أوَّل المصحف والقصيرة في آخره، وبالتالي فإن ترتيب السور ليس بحسب تاريخ نزولها، وجميع هذه السور تبدأ بالبسملة: ، عدا سورة التوبة، ويفسِّر العلماء ذلك بقولهم إنها نزلت بالقتال بينما البسملة بركة وطمأنة فلا يناسب أن تبدأ السورة التي في القتال وفي الحديث عن المنافقين بالبسملة، وقيل أيضًا لأن العرب كان من شأنهم أنهم إذا كان بينهم وبين قوم عهد فإذا أرادوا التوقف عنه كتبوا إليهم كتابًا ولم يكتبوا فيه بسملة، فلما نزلت السورة بنقض العهد الذي كان بين النبي محمد والمشركين بعث بها النبي مع علي بن أبي طالب، فقرأها عليهم ولم يبسمل في ذلك على ما جرت به عادة العرب. لكن على الرغم من ذلك، فإن عدد البسملات في القرآن يصل إلى 114 بسملة ليتساوى بذلك مع عدد السور، وذلك لأن إحدى البسملات ذُكرَت في صُلب سورة النمل وتحديدًا في الآية رقم 30، على أنها ما كان النبي والملك سليمان يفتتح به رسائله إلى بلقيس ملكة سبأ: ﴿إِنَّهُ مِنْ سُلَيْمَانَ وَإِنَّهُ بِسْمِ اللَّهِ الرَّحْمَنِ الرَّحِيمِ ۝٣٠﴾.
تُقسم كل سورة من سور القرآن إلى عدَّة آيات يختلف عددها باختلاف السور، كما يختلف طولها أيضًا، حيث إن بعضها بضعة حروف وبعضها الآخر عدد من السطور. وقد نزلت الآيات القرآنية متميزة عن بيوت الشعر العربي الجاهلي في القافية والوزن، وجاءت شبيهة جدًا بالعبارات المنسوبة إلى أنبياء العهد القديم المذكورة في الكتاب المقدس، وفي هذا قال العلماء المسلمون أنها نزلَت على هذا الشكل لتؤكد نبوَّة محمد ولتجابه العرب الوثنيين في أكثر ما تميزوا به وأتقنوه، ألَا وهو الشعر، وذلك بأن ترغمهم على التفكّر في كيفية إمكان شخص أميّ لا يقرأ الشعر أو يتقنه، أن يأتي بما يفوقه فصاحة. أما عدد آيات القرآن فقد جاء باجتهاد من كبار الصحابة والتابعين ومن روى عنهم، فالنص القرآني محفوظ عندهم ولكن الرسول محمد لم يحدد لهم عدد آيات سورة بعينها إلا سورة الملك في حديثه عن سورة ثلاثون آية تنجي من عذاب القبر، وسورة الفاتحة، عدا ذلك فقد اجتهد علماء المسلمين منذ القرن الأول الهجري في تحديد أي المواضع التي أثر عن النبي محمد هي رؤوس الآيات فنتج عن ذلك سور اختلف العادون مواضع رؤوس الآيات فيها وبالتالي في عدد آياتها، وسور اتفق العادون في عدد آياتها واختلفوا في مواضع رؤوس الآيات، وسور اتفق العادون في عدد آياتها ومواضع رؤوس الآيات فيها. على الرغم من ذلك فإن العلماء اتفقوا على أن الآيات لا تقل عن ستة آلاف، أما ما يزيد عن ذلك فمنهم من قال: مئتا آية وأربع آيات، وقيل: أربع عشر آية، وقيل مئتان وتسع عشرة آية وقيل مئتان وخمس وعشرون آية أو ست وعشرون، وقيل مائتان وست وثلاثون آية. وتجدر الإشارة إلى أن الاختلاف في عدد الآيات لا يعني وجود نصوص مختلفة، وإنما سببه الاختلاف في تحديد مواضع بداية ونهاية بعض الآيات.

## قائمة السُّور القُرآنيَّة
- * ترقيم الصفحات حسب النسخة المقدمة من مجمع الملك فهد لطباعة المصحف الشريف، وتوجد طبعات أخرى تختلف في عدد السطور في كل صفحة وبالتالي تختلف صفحات بدايات السور.
- ** اختلف علماء المسلمين في طريقة نزول القرآن فمن الآيات ما يثبت نزول القرآن جملةً ومنها ما يثبت نزوله منجماً وعلى هذا فإن القرآن مر بعدة تنزيلات منها ما هو جملة ومنها ما هو منجم في مراحل تنزيله من الله إلى الرسول محمد. (للمزيد: طالع تنزيلات القرآن، وكذلك أول ما نزل من القرآن وآخره).
- *** عدد الآيات حسب رواية حفص عن عاصم، ويختلف العدد قليلاً عن الروايات الأخرى.
- **** عدد السجدات حسب رواية حفص عن عاصم، وهو أزيد بأربع سجدات عن روايتي قالون، وورش.
- السور التي ذكر فيها الأنبياء والرسل بأسماء صريحة.

| السُّورَة                                                      | رَقمهَا | الصَّفحَة(*) | عَدد الآيَات | نَوْعها من حيث مكان النزول | ترتيب النزول(**) | تَحتوِي سَجْدَة                       | ويكِي مَصْدر | موضُوع السُّورَة |
| ----------------------------------------------------------- | ----- | --------- | ---------- | ------------------------ | ---------------- | -------------------------------- | --------- | --- |
| الفَاتِحَة، أم الكتاب، أم القرآن، السبع المثاني، الحمد، الشفاء | 1     | 1         | 7          | مَكيَّة                     | 5                | لا                               | نَص السُّورة | - المبادئ الأساسية للقرآن بشكل موجز. |
| البَقَرَة                                                      | 2     | 2         | 286        | مَدنيَّة                    | 87               | لا                               | نَص السُّورة | - أصناف الناس في العبادة. (1 - 20) - العبادة وأهميتها. (21 - 39) - الاستجابة وحقيقة العبادة. (40 - 152) - شمولية العبادة لجميع نواحي الحياة. (153 - 253) - التعظيم أساس العبادة. (254 - 286) |
| آل عِمرَان                                                    | 3     | 50        | 200        | مَدنيَّة                    | 89               | لا                               | نَص السُّورة | - الثبات فكريًا في مواجهة الأفكار الخارجية. (1 - 120) - كيفية الثبات داخليًا. (121 - 200) |
| النِّسَاء                                                      | 4     | 77        | 176        | مَدنيَّة                    | 92               | لا                               | نَص السُّورة | - الضعفاء والحث على العدل والرحمة بهم والمواريث.(1 - 12) - الثواب والعقاب. (13 - 18) - الحقوق. (19 - 33) - العدل. (34 - 59) - القتال لضمان حقوق المستضعفين. (60 - 104) - الأمر بالقسط. (105 - 136) - أحوال الناس وجزاؤهم. (137 - 176) |
| المَائدة                                                     | 5     | 106       | 120        | مَدنيَّة                    | 112              | لا                               | نَص السُّورة | - حفظ الدين والعرض والنفس والمال. (1 - 40) - النهي عن موالاة أهل الكتاب. (41 - 86) - عدد من الأحكام. (87 - 108) - مراجعة العقود يوم القيامة وقصة المائدة. (109 - 120) |
| الأنعَام                                                     | 6     | 128       | 165        | مَكيَّة                     | 55               | لا                               | نَص السُّورة | - قدرة الله في الكون (1 - 90) - مواجهة وتهديد المشركين (91 - 144) - توجيهات ومواساة للرسول والمؤمنين (145 - 165) |
| الأعرَاف                                                     | 7     | 151       | 206        | مَكيَّة                     | 39               | نعم، الآية 206                   | نَص السُّورة | - خطاب للرسول وتحذير للأمة. (1 - 9) - قصة آدم وتعقيبات عليها. (10 - 58) - قصص الأنبياء (59 - 136) - بني إسرائيل وانحرافاتهم. (137 - 171) - مواثيق البشرية بالعبودية لله. (172 - 206) |
| الأنفَال                                                     | 8     | 177       | 75         | مَدنيَّة                    | 88               | لا                               | نَص السُّورة | - القوانين الربانية. (1 - 40) - القوانين المادية. (41 - 75) |
| التوبَة، براءة                                               | 9     | 187       | 129        | مَدنيَّة                    | 113              | لا                               | نَص السُّورة | - علاقة المسلمين بالمشركين وأهل الكتاب. - كشف أسرار المنافقين وحال الناس مع النبي خاصة في المدينة وفي جيش العسرة. |
| يُونس                                                        | 10    | 208       | 109        | مَكيَّة                     | 51               | لا                               | نَص السُّورة | - توحيد الله وتوجيهاته للناس والنبي. - بيان حقيقة وحي القرآن، وبيان أمر النبوة عامة ورسالة محمد خاصة. - طبائع الناس وسنن الله فيها. - قصص يونس وموسى ونوح. - تحدي القرآن للمشركين. |
| هُود                                                         | 11    | 221       | 123        | مَكيَّة                     | 52               | لا                               | نَص السُّورة | - إبراز حقيقة العقيدة وتنزيه القرآن. (1 - 24) - مواقف من قصص الرسل. (25 - 99) - التعقيب على القصص. (100 - 123) |
| يُوسُف                                                        | 12    | 235       | 111        | مَكيَّة                     | 53               | لا                               | نَص السُّورة | - قصة النبي يوسف. - الثقة بتدبير الله. |
| الرَّعْد                                                       | 13    | 249       | 43         | مَدنيَّة                    | 96               | نعم، الآية 15                    | نَص السُّورة | - الإيمان بالله وتوحيده. - الإيمان بالرسل مع بيان مهمتهم. - الإيمان بالملائكة مع الإشارة إلى بعض وظائفهم. - الإيمان بالقرآن وأنه موحى به. - الإيمان باليوم الآخر وما فيه نعيم وعذاب. - الإيمان بالقضاء والقدر. |
| إبراهِيم                                                     | 14    | 255       | 52         | مَكيَّة                     | 72               | لا                               | نَص السُّورة | - أن القصد من إنزال القرآن هو إرشاد الخلق، ومنعهم عن الكفر والمعصية. - توحيد الله، وتثبيته للمؤمنين في الدنيا والآخرة، وإضلال من أعرض عن ذكره. - بيان نعم الله على البشر. - نموذج لشكر النعمة من خلال النبي إبراهيم. - الربوبية، والدينونة لله بالملك والتصرف.                                                                               |
| الحِجْر                                                       | 15    | 262       | 99         | مَكيَّة                     | 54               | لا                               | نَص السُّورة | - موقف المشركين من القرآن وحفظ الله له. - تكذيب الأمم لرسلهم، ومظاهر قدرة الله. - قصة الخلق وعصيان إبليس ومصيره. - ثواب المتقين يوم القيامة. - قصة أصحاب الأيكة وأصحاب الحِجْر، وقصة ضيف إبراهيم وما حصل مع النبي لوط. - فضل الله على النبي مع توجيهات وبشارات.                                                                                |
| النَّحْل                                                       | 16    | 267       | 128        | مَكيَّة                     | 70               | نعم، الآية 49                    | نَص السُّورة | - مواضيع العقيدة ومنها الألوهية والوحي والبعث والنشور. - دلائل قدرة الله ووحدانيته. - الرد على المشركين في فساد عقائدهم. - جزاء المرتدين وصفاتهم والمؤمنين. - التحليل والتحريم بيد الله. - صفات إبراهيم. |
| الإسْرَاء، بَنِي إِسرائيل                                        | 17    | 282       | 111        | مَكيَّة                     | 50               | نعم، الآية 107                   | نَص السُّورة | - العقيدة. - قواعد السلوك الفردي والجماعي وآدابه القائمة على العقيدة. - قصص عن بني إسرائيل. - طرف من قصة آدم وإبليس وتكريم الله للإنسان. |
| الكهْف                                                       | 18    | 293       | 110        | مَكيَّة                     | 69               | لا                               | نَص السُّورة | - الحمدلله والتبشير والإنذار. (1 - 8) - قصة أصحاب الكهف. (9 - 27) - قصة كل من أصحاب الجنتين، وموسى والخضر، وذي القرنين. - حث الرسول على الصبر، والتبشير والإنذار وإثبات الوحي - تقرير القيم الحقيقية الباقية. - من مشاهد يوم القيامة، وسنة الله في إهلاك الظالمين.                                                                           |
| مَريَم                                                        | 19    | 305       | 98         | مَكيَّة                     | 44               | نعم، الآية 58                    | نَص السُّورة | - قصة زكريا وبشارته بيحيى. (1 - 15) - قصة مريم وحملها بعيسى (16 - 40) - قصص عدد من الأنبياء ومنهم إبراهيم وموسى وهارون وإسماعيل، وأحوال الأمم بعدهم. (41 - 65) - المنكرون للبعث وجزاؤهم وصفاتهم. (66 - 75) - جزاء المهتدين والرد على المشركين. (76 - 98)                                                                                     |
| طه                                                          | 20    | 312       | 135        | مَكيَّة                     | 45               | لا                               | نَص السُّورة | - مهمة القرآن وصفات من أنزله. (1 - 8) - قصة موسى (9 - 99) - جزاء المعرضين عن القرآن ومشاهد من يوم القيامة (100 - 114) - قصة سجود الملائكة لآدم وتحذيره من إبليس. (115 - 127) - الاعتبار بالأمم السابقة وتوجيهات للنبي وعناد المشركين. (128 - 135)                                                                                            |
| الأنبيَاء                                                    | 21    | 322       | 112        | مَكيَّة                     | 73               | لا                               | نَص السُّورة | - يوم القيامة والحكمة من الخلق. (1 -33) - دور الأنبياء. (34 - 95) - من علامات الساعة. (96 - 106) - صفة الرسول ومهمته، وتهديد المعرضين عنه. (107 - 112) |
| الحَج                                                        | 22    | 332       | 78         | مَدنيَّة                    | 103              | نعم، سجدتان، الآية 18، والآية 77 | نَص السُّورة | - التذكير بيوم القيامة والبعث. (1 - 37) - الجهاد. (38 - 60) - العبودية الخالصة لله. (61 - 78) |
| المُؤمنون                                                    | 23    | 342       | 118        | مَكيَّة                     | 74               | لا                               | نَص السُّورة | - صفات المؤمنين وجزاؤهم. - صفات الكافرين وأعمالهم ووعيدهم. - من مظاهر قدرة الله وإثبات البعث. - دعوة الأنبياء. |
| النُّور                                                       | 24    | 350       | 64         | مَدنيَّة                    | 102              | لا                               | نَص السُّورة | - الحدود الشرعية وبعض الآداب الاجتماعية. - نور الله وفضل وجزاء عمّار المساجد. - مظاهر قدرة الله، وسنة الله في العباد. - طاعة المؤمنين لحكم الله وكذب المنافقين في طاعتهم. |
| الفُرْقان                                                     | 25    | 359       | 77         | مَكيَّة                     | 42               | نعم، الآية 60                    | نَص السُّورة | - تكذيب المشركين بالرحمن. (1 - 29) - تكذيب المشركين بالقرآن. (30 - 77) |
| الشُّعَرَاء                                                     | 26    | 367       | 227        | مَكيَّة                     | 47               | لا                               | نَص السُّورة | - موقف المشركين من الرسول وحسرته عليهم. (1 - 9) - رسالة الرسل. (10 - 191) - القرآن وموقف المشركين منه. (192 - 212) - إرشادات إلهية للرسول. (213 - 220) - الرد على المشركين وتهديدهم. (221 - 227) |
| النَّمْل                                                       | 27    | 377       | 93         | مَكيَّة                     | 48               | نعم، الآية 25                    | نَص السُّورة | - القرآن مبشر للمؤمنين ومنذر للكافرين. (1 - 6) - الأنبياء. (7 - 58) - من مظاهر قدرة الله في الكون. (59 - 65) - موقف المشركين من البعث. (66 - 75) - مهام القرآن. (76 - 78) - مهمة الرسول وحدود تأثيره في الناس. (79 - 81) - من مشاهد يوم القيامة. (82 - 90) - مهمة النبي ومن تبعه. (91 - 93)                                                  |
| القَصَص                                                       | 28    | 385       | 88         | مَكيَّة                     | 49               | لا                               | نَص السُّورة | - قصة موسى. (1 - 46) - تكذيب مشركي مكة للرسول والقرآن والرد على شبهاتهم. (47 - 51) - جزاء وصفات أهل الكتاب. (52 - 55) - زعم المشركين والرد عليهم. (56 - 61) - من مواقف المشركين وأحوالهم يوم القيامة وفلاح المؤمنين. (62 - 67) - بعض مظاهر قدرة الله ورحمته. (68 - 75) - قصة قارون والعبرة منها. (76 - 84) - بعض التوجيهات للرسول. (85 - 88) |
| العَنكبوت                                                    | 29    | 396       | 69         | مَكيَّة                     | 85               | لا                               | نَص السُّورة | - امتحان الله للخلق بالفتن. (1 - 13) - فتن الأنبياء. (14 - 40) - الصبر على الفتن. (41 - 69) |
| الرُّوم                                                       | 30    | 404       | 60         | مَكيَّة                     | 84               | لا                               | نَص السُّورة | - الوعد بالنصر للمؤمنين. (1 - 7) - آيات كونية. (8 - 32) - آيات اقتصادية. (33 - 42) - الأمر باتباع الدين وتوحيد الله وعاقبة المجرمين. (43 - 51) - مدى تأثير النبي على الناس، وقدرة الله في الخلق. (52 - 54) - أحوال الناس يوم القيامة (55 - 57) - موقف الكفار من الآيات وحض النبي على الصبر. (58 - 60)                                        |
| لقمَان                                                       | 31    | 411       | 34         | مَكيَّة                     | 57               | لا                               | نَص السُّورة | - مهمة لقمان وصفات المحسن وجزاؤه والمسيء. (1 - 9) - من أدلة وحدانية الله وقدرته. (10 - 11) - قصة لقمان ووصاياه لابنه. (12 - 19) - نِعَمُ الله، وعِنَاد المشركين، وإثبات قدرته والبعث. (20 - 31) - طبيعة الكفار، والأمر بالتقوى، وعلم الله بالغيب. (32 - 34)                                                                                       |
| السَّجدَة                                                      | 32    | 415       | 30         | مَكيَّة                     | 75               | نعم، الآية 15                    | نَص السُّورة | - إثبات تنزيل القرآن. (1 - 3) - بعض الأدلة على قدرة الله ووحدانيته. (4 - 9) - إنكار المشركين للبعث وحالهم يوم القيامة. (10 - 14) - صفات المؤمنين وجزاؤهم. (15 - 19) - جزاء الكفار وإعراضهم عن الآيات. (20 - 22) - إنزال التوراة على موسى وتكريم أتباعه. (23 - 25) - إثبات القدرة الإلهية والبعث. (26 - 30)                                   |
| الأحزَاب                                                     | 33    | 418       | 73         | مَدنيَّة                    | 90               | لا                               | نَص السُّورة | - عن النبي وتوجيهات الله له ولأزواجه. - غزوتا الأحزاب وبني قريظة. - الأمر بكثرة ذكر الله وتسبيحه. - الآداب الإسلامية، وبعض الأحكام. - تهديد المنافقين وتوعد الكفار بقرب الساعة. |
| سَبَأ                                                         | 34    | 428       | 54         | مَكيَّة                     | 58               | لا                               | نَص السُّورة | - توحيد الله. (1 - 21) - الإيمان بالوحي. (22 - 39) - الإيمان بالبعث. (40 - 54) |
| فَاطِر                                                        | 35    | 434       | 45         | مَكيَّة                     | 43               | لا                               | نَص السُّورة | - الغاية من خلق الإنسان ومصيره. (1 - 28) - نظرة المؤمن للكون والحياة. (29 - 45) |
| يس                                                          | 36    | 440       | 83         | مَكيَّة                     | 41               | لا                               | نَص السُّورة | - طبيعة الوحي وصدق الرسالة. (1 - 70) - قضية الألوهية والوحدانية. (71 - 83) |
| الصَّافات                                                     | 37    | 446       | 182        | مَكيَّة                     | 56               | لا                               | نَص السُّورة | - وحدانية الله وقدرته وحفظ السماء من الشياطين. (1 - 10) - إنكار المشركين للبعث وجزاؤهم. (11 - 39) - نعيم أهل الجنة وذكر قرين السوء. (40 - 51) - منكر البعث في الدنيا ونهايته. (52 - 55) - شكر المؤمن لربه. (56 - 61) - شجرة الزقوم وسبب العقاب. (62 - 74) - الرُّسُل (75 - 148) - مناقشة المشركين وتهديدهم. (149 - 182)                         |
| ص                                                           | 38    | 453       | 88         | مَكيَّة                     | 38               | نعم، الآية 24                    | نَص السُّورة | - طبيعة المشركين والرد عليهم. - تكذيب الأمم السابقة لرسلهم. - إثبات البعث والعدل يوم القيامة. - قصص عن داوود، وسليمان، وأيوب، وإبراهيم وذريته، وقصة آدم وتكبُّر إبليس. - الجزاء يوم القيامة. - تأكيد رسالة النبي ومهمته، والقرآن. |
| الزُّمَر                                                       | 39    | 458       | 75         | مَكيَّة                     | 59               | لا                               | نَص السُّورة | - التوحيد والربوبية. - طبيعة المشركين، وإقامة الحجّة عليهم. - أسباب الهداية والثبات وجزاء المهتدين والكافرين. - التّوبة والترغيب والترهيب. - مشاهد من يوم القيامة وانقسام الناس لزمرتين. |
| غَافِر، المُؤْمِن                                                | 40    | 467       | 85         | مَكيَّة                     | 60               | لا                               | نَص السُّورة | - صفات الله، ومظاهر من قدرته. - حملة العرش وتسبيحهم ودعاؤهم. - الكفار وتكذيب الأمم السابقة، ومقت الله لهم، والأمر بالاتعاظ من حالهم. - من أهوال يوم القيامة. - من قصة النبي موسى. - نصر المؤمنين، توجيهات، نعم الله على عباده. - الكبر وعاقبته.                                                                                              |
| فُصِّلَتْ، حم سجدة                                               | 41    | 477       | 54         | مَكيَّة                     | 61               | نعم، الآية 37                    | نَص السُّورة | - القرآن ومهمته والتأمل في آياته وموقف المشركين منه، وتهديد الملحدين فيه. - من أدلة وجود الله وقدرته، وقصة الخلق. - تهديد المشركين بمثل عاقبة عاد وثمود. - ثواب المستقيمين، وعقوبة أعداء الله. - فضل الدعوة وآدابها. - اختلاف الناس في التوراة. - اختصاص الله بعلم الغيب والساعة. - طبيعة الإنسان في السرّاء والضرّاء.                         |
| الشُّورَى                                                      | 42    | 483       | 53         | مَكيَّة                     | 62               | لا                               | نَص السُّورة | - وحدة الوحي للرسل وأنواعه. - القرآن وموقف الناس منه. - التوكل على الله، ووحدة الدين، والاستقامة. - إثبات قيام الساعة. - صفات المؤمنين وجزاؤهم، وعاقبة الكافرين. - سنة الله في عبادته وقدرته. |
| الزُّخْرُف                                                      | 43    | 489       | 89         | مَكيَّة                     | 63               | لا                               | نَص السُّورة | - القرآن ومكانته. - وحدانية الله وعظمته ووحدانيته. - جزاء المتقين والمجرمين والمسرفين. - افتراءات المشركين والرد عليها. - قصص عن موسى وعيسى، وتوجيهات للرسول. |
| الدخَان                                                      | 44    | 496       | 59         | مَكيَّة                     | 64               | لا                               | نَص السُّورة | - نزول القرآن في ليلة القدر. (1 - 6) - بيان قدرة الله. (7 - 8) - موقف المشركين من الدعوة والقرآن. (9 - 16) - قصة قوم فرعون. (17 - 33) - إنكار المشركين للبعث وجزاؤهم. (34 - 50) - جزاء المتقين. (51 - 59) |
| الجَاثيَة                                                     | 45    | 499       | 37         | مَكيَّة                     | 65               | لا                               | نَص السُّورة | - أدلة على وحدانية الله وقدرته. (1 - 6) - تهديد المكذبين بآيات الله. (7 - 11) - من نعم الله على عباده وعلى بني إسرائيل. (12 - 22) - ضلال المشركين وجزاء المؤمنين والكافرين بالبعث. (23 - 35) - فضل الله على الناس، وكبرياء الله. (36 - 37)                                                                                                   |
| الأحْقاف                                                     | 46    | 502       | 35         | مَكيَّة                     | 66               | لا                               | نَص السُّورة | - إثبات القدرة الإلهية ومناقشة المشركين. (1 - 12) - جزاء المتقين. (13 - 14) - الوصية بالوالدين. (15 - 16) - جزاء العاق والمستكبرين. (17 - 20) - قصة هود. (21 - 28) - إيمان بعض الجن بالإسلام. (29 - 32) - إثبات البعث وتهديد منكريه. (33 - 35)                                                                                               |
| محَمَّد                                                        | 47    | 507       | 38         | مَدنيَّة                    | 95               | لا                               | نَص السُّورة | - أحوال المؤمنين والكفار وجزاؤهم. (1 - 3) - الأمر بالجهاد وثوابه. (4 - 6) - شروط النصر للمؤمنين وخذلان الكافرين. (7 - 14) - ما أعد الله للمؤمن والكافر. (15 - 18) - الأمر بالعلم والاستغفار. (19) - أحوال المنافقين وعاقبتهم، وابتلاء المجاهدين. (20 - 34) - حقيقة الدنيا والأمر بالإنفاق والجهاد. (35 - 38)                                 |
| الفَتْح                                                       | 48    | 511       | 29         | مَدنيَّة                    | 111              | لا                               | نَص السُّورة | - صلح الحديبية. (1 - 7) - وظيفة الرسول وبيعة الصحابة. (8 - 10) - حقيقة المنافقين وعاقبتهم. (11 - 16) - بيعة الرضوان ونتائج الصلح. (17 - 26) - تحقيق رؤيا الرسول وبعض أوصافه، وأصحابه. (27 - 29) |
| الحُجرَات                                                     | 49    | 515       | 18         | مَدنيَّة                    | 106              | لا                               | نَص السُّورة | - أدب التعامل مع الرسول. (1 - 5) - التثبت من الأخبار وحسن المعاملة. (6 - 13) - حقيقة الإيمان. (14 - 18) |
| ق                                                           | 50    | 518       | 45         | مَكيَّة                     | 34               | لا                               | نَص السُّورة | - إنكار المشركين للبعث وأدلة ثبوته. (1 - 11) - الأمم السابقة المنكرة للبعث. (12 - 15) - خلق الإنسان وعلمه وأحواله. (16 - 18) - حقيقة الموت والبعث. (19 - 30) - ثواب المؤمنين وصفاتهم. (31 - 35) - تهديد منكري البعث، وتوجيهات للرسول. (36 - 45)                                                                                              |
| الذَّاريَات                                                    | 51    | 520       | 60         | مَكيَّة                     | 67               | لا                               | نَص السُّورة | - إثبات البعث وعاقبة منكريه. (1 - 14) - جزاء المتقين وأوصافهم. (15 - 19) - آيات الله وعظمة قدرته. (20 - 23) - قصة ضيف إبراهيم. (24 - 37) - ذكر بعض الأنبياء. (38 - 46) - قدرة الله في الكون. (47 - 51) - المعرضين، وعاقبة الظالمين. (52 - 60)                                                                                                |
| الطُّور                                                       | 52    | 523       | 49         | مَكيَّة                     | 76               | لا                               | نَص السُّورة | - إثبات العذاب للمكذبين والنعيم للمتقين وأنواعه. (1 - 28) - مناقشة عقيدة الكفار. (29 - 47) - توجيهات للرسول. (48 - 49) |
| النَّجْم                                                       | 53    | 526       | 62         | مَكيَّة                     | 23               | نعم، الآية 62                    | نَص السُّورة | - إثبات الوحي. (1 - 18) - مناقشة عبادة الأصنام. (19 - 30) - جزاء المسيئين والمحسنين وأوصافهم. (31 - 32) - توبيخ لابن المغيرة. (33 - 41) - الله وحده هو المتصرف. (42 - 62) |
| القَمَر                                                       | 54    | 528       | 55         | مَكيَّة                     | 37               | لا                               | نَص السُّورة | - معجزة انشقاق القمر وموقف المشركين منه. - قصص كل من نوح ولوط وهود وصالح وأقوامهم وآل فرعون. - تهكم كفار قريش ومصير المجرمين. - جزاء المتقين. |
| الرَّحمن                                                      | 55    | 531       | 78         | مَدنيَّة                    | 97               | لا                               | نَص السُّورة | - نعم الله على العباد. (1 - 25) - البقاء لله وحده. (26 - 30) - عجز الجن والإنس أمام قدرة الله. (31 - 36) - عاقبة المجرمين في الآخرة. (37 - 45) - وصف جنات النعيم. (46 - 78) |
| الوَاقِعَة                                                     | 56    | 534       | 96         | مَكيَّة                     | 46               | لا                               | نَص السُّورة | - أهوال يوم القيامة. (1 - 14) - أصحاب النعيم. (15 - 26) - أصحاب اليمين وأصحاب الشمال. (27 - 56) - نعم الله الدالة على فضله وقدرته. (57 - 74) - عظمة القرآن. (75 - 87) - جزاء المقربين وعاقبة المكذبين. (88 - 96) |
| الحَديد                                                      | 57    | 537       | 29         | مَدنيَّة                    | 94               | لا                               | نَص السُّورة | - التسبيح لله. - الإيمان والإنفاق، والإيمان بالقضاء والقدر. - المنافقين والمؤمنين والكافرين. - حقيقة الدنيا والعمل الصالح. - الحكمة من إرسال الرسل، وأمر أهل الكتاب بالإيمان. |
| المجَادلة                                                    | 58    | 542       | 22         | مَدنيَّة                    | 105              | لا                               | نَص السُّورة | - الظهار وكفارته. (1 - 4) - تهديد الكافرين. (5 - 6) - إحاطة علم الله بكل شيء. (7) - أدب المناجاة وصدقته للرسول. (8 - 13) - موالاة الكفار وعاقبتها. (14 - 22) |
| الحَشر                                                       | 59    | 545       | 24         | مَدنيَّة                    | 101              | لا                               | نَص السُّورة | - فضل فقراء المهاجرين والأنصار. - إجلاء بني النضير، موالاة المنافقين لليهود وخذلانهم. - حكم الفيء. - التقوى وفوز المتقين وقوة القرآن. - أسماء الله الحسنى. |
| المُمتَحنَة                                                    | 60    | 549       | 13         | مَدنيَّة                    | 91               | لا                               | نَص السُّورة | - النهي عن موالاة الكفار وحقيقتهم. (1 - 3) - قصة إبراهيم. (4 - 7) - أحكام علاقة المسلمين بالكفار. (8 - 9) - أحكام النساء المهاجرات ومبايعتهن. (10 - 12) - تأكيد النهي عن موالاة الكفّار. (13) |
| الصَّف                                                        | 61    | 551       | 14         | مَدنيَّة                    | 109              | لا                               | نَص السُّورة | - تسبيح الله والجهاد دفاعاً عن الدين. (1 - 4) - قصة عيسى وموسى. (5 - 9) - أسس التجارة الرابحة. (10 - 14) |
| الجُمُعَة                                                      | 62    | 553       | 11         | مَدنيَّة                    | 110              | لا                               | نَص السُّورة | - تسبيح الله ومهمة الرسول. (1 - 4) - ضرب مَثَل لليهود وإقامة الحجة عليهم. (5 - 8) - من أحكام صلاة الجمعة. (9 - 11) |
| المنَافِقون                                                   | 63    | 554       | 11         | مَدنيَّة                    | 104              | لا                               | نَص السُّورة | - صفات المنافقين والرد عليهم. (1 - 8) - توجيهات وإرشادات للمؤمنين. (9 - 11) |
| التغَابُن                                                     | 64    | 556       | 18         | مَدنيَّة                    | 108              | لا                               | نَص السُّورة | - من مظاهر قدرة الله وعلمه. (1 - 4) - قصة قوم كذبوا بربهم. (5 - 6) - إنكار المشركين للبعث وعقابهم، وثواب المؤمنين. (7 - 10) - توجيهات للمؤمنين. (11 - 18) |
| الطلَاق                                                      | 65    | 558       | 12         | مَدنيَّة                    | 99               | لا                               | نَص السُّورة | - من أحكام الطلاق والعدة والنفقة. (1 - 7) - تحذير المعاندين ووعد المؤمنين. (8 - 11) - التذكير بقدرة الله. (12) |
| التحْريم                                                     | 66    | 560       | 12         | مَدنيَّة                    | 107              | لا                               | نَص السُّورة | - قصة النبي وبعض أزواجه. (1 - 5) - نداء للمؤمنين والكافرين. (6 - 8) - نداء للمؤمنين بوجوب جهاد الكفّار. (9) - ضرب مثلين لنساء كافرات ومؤمنات. (10 - 12) |
| المُلْك، تَبَارَكَ، تَبَارَكَ الذي بِيَدِهِ الملك                         | 67    | 562       | 30         | مَكيَّة                     | 77               | لا                               | نَص السُّورة | - من مظاهر قدرة الله. (1 - 5) (23 - 27) - عاقبة الكفار واعترافهم بذنبهم. (6 - 12) - علم الله ونعيمه. (13 - 15) - تهديد الكفار وتوبيخ المشركين. (16 - 22) - النجاة والرزق بيد الله. (28 - 30) |
| القَلَم                                                       | 68    | 564       | 52         | مَكيَّة                     | 2                | لا                               | نَص السُّورة | - تأييد الرسول وخُلُقه العظيم. (1 - 7) - صفات المكذبين. (8 - 16) - قصة أصحاب الجنة. (17 - 33) - إقامة الحجة على المجرمين. (34 - 47) - أمر النبي بالصبر. (48 - 52) |
| الحَاقَّة                                                      | 69    | 566       | 52         | مَكيَّة                     | 78               | لا                               | نَص السُّورة | - أهوال يوم القيامة. (1 - 3) (13 - 18) - هلاك المكذبين. (4 - 12) - مصير أصحاب اليمين وأصحاب الشمال. (19 - 37) - حقيقة القرآن وتنزيهه. (38 - 52) |
| المعَارج                                                     | 70    | 568       | 44         | مَكيَّة                     | 79               | لا                               | نَص السُّورة | - أهوال يوم القيامة (1- 18) - طبيعة الإنسان. (19 - 21) - صفات المؤمنين وأفعال الكافرين وجزاؤهم (22 - 44) |
| نُوح                                                         | 71    | 570       | 28         | مَكيَّة                     | 71               | لا                               | نَص السُّورة | - قصة إرسال نوح إلى قومه. (1 - 4) - شكواه من قومه ودعاؤه عليهم. (5 - 28) |
| الجِن                                                        | 72    | 572       | 28         | مَكيَّة                     | 40               | لا                               | نَص السُّورة | - إيمان الجن بالقرآن، وأنواعهم وعقائدهم. (1 - 17) - توجيهات إلهية للرسول. (18 - 25) - لا يعلم الغيب إلا الله. (26 - 28) |
| المُزَّمِّل                                                      | 73    | 574       | 20         | مَكيَّة                     | 3                | لا                               | نَص السُّورة | - توجيهات إلهية للرسول. (1 - 10) - تهديد المكذبين بيوم الدين. (11 - 19) - فضل قيام الليل وتوجيهات للمؤمنين. (20) |
| المُدَّثِّر                                                      | 74    | 575       | 56         | مَكيَّة                     | 4                | لا                               | نَص السُّورة | - توجيهات للرسول. (1 - 7) - تهديد المكذبين بأهوال يوم القيامة. (8 - 10) - قصة الوليد بن المغيرة ووعيده. (11 - 26) - وصف جهنم وخزنتها. (27 - 37) - أسباب عذاب المجرمين. (38 - 53) - حقيقة القرآن. (54 - 56) |
| القِيَامَة                                                     | 75    | 577       | 40         | مَكيَّة                     | 31               | لا                               | نَص السُّورة | - إثبات وقوع البعث. (1 - 15) - حرص الرسول على حفظ الوحي. (16 - 19) - أحوال الناس يوم القيامة وإثبات البعث. (20 - 40) |
| الإنسَان                                                     | 76    | 578       | 31         | مَدنيَّة                    | 98               | لا                               | نَص السُّورة | - خلق الإنسان وهدايته لأحد السبيلين. (1 - 3) - عذاب الكافرين ونعيم الأبرار يوم القيامة. (4 - 22) - توجيهات للرسول وللمؤمنين. (23 - 31) |
| المُرسَلات                                                    | 77    | 580       | 50         | مَكيَّة                     | 33               | لا                               | نَص السُّورة | - قيام الساعة وأهوالها. (1 - 15) - تخويف الكفار بالهلاك وبقدرة الله. (16 - 28) - تحذير الكفار من أهوال يوم القيامة. (29 - 40) - جزاء المتقين وعاقبة المكذبين. (41 - 50) |
| النَّبَأ                                                       | 78    | 582       | 40         | مَكيَّة                     | 80               | لا                               | نَص السُّورة | - إثبات البعث. (1 - 5) - من مظاهر قدرة الله ونعمه (6 - 16) - قيام الساعة وأهوالها والجزاء. (17 - 40) |
| النّازعَات                                                    | 79    | 583       | 46         | مَكيَّة                     | 81               | لا                               | نَص السُّورة | - أهوال قيام الساعة (1 - 14) (34 - 46) - قصة موسى وفرعون. (15 - 26) - من مظاهر قدرة الله. (27 - 33) |
| عَبَس                                                         | 80    | 585       | 42         | مَكيَّة                     | 24               | لا                               | نَص السُّورة | - عتاب الرسول بشأن ابن أم مكتوم. (1 - 10) - مهمة القرآن. (11 - 16) - نعم الله على عباده. (17 - 32) - أهوال القيامة والجزاء. (33 - 42) |
| التَّكوير                                                     | 81    | 586       | 29         | مَكيَّة                     | 7                | لا                               | نَص السُّورة | - أهوال يوم القيامة (1 - 14) - القسم على صدق الرسول وحقيقة القرأن. (15 - 29) |
| الانفِطار                                                    | 82    | 587       | 19         | مَكيَّة                     | 82               | لا                               | نَص السُّورة | - أهوال يوم القيامة. (1 - 5) - توبيخ الإنسان لنسيانه عظمة الله. (6 - 12) - نعيم الأبرار وجحيم الفجَّار. (13 - 19) |
| المطفِّفِين                                                    | 83    | 587       | 36         | مَكيَّة                     | 86               | لا                               | نَص السُّورة | - تهديد المطففين بعذاب يوم القيامة. (1 - 6) - جزاء أصحاب اليمين والشمال. (7 - 15) - القسم بوقوع القيامة ومصير الناس. (16 - 25) |
| الانْشِقَاق                                                    | 84    | 589       | 25         | مَكيَّة                     | 83               | نعم، الآية 21                    | نَص السُّورة | - أهوال يوم القيامة. (1 - 6) - جزاء أصحاب اليمين والشمال. (7 - 15) - القسم بوقوع القيامة ومصير الناس. (16 - 25) |
| البرُوج                                                      | 85    | 590       | 22         | مَكيَّة                     | 27               | لا                               | نَص السُّورة | - أصحاب الأخدود. (1 - 9) - وعيد من يفتنون المؤمنين وثوابهم. (10 - 11) - تهديد الكافرين بقدرة الله. (12 - 16) - قصة هلاك فرعون وثمود. (17 - 20) - مكانة القرآن. (21 - 22) |
| الطَّارِق                                                      | 86    | 591       | 17         | مَكيَّة                     | 36               | لا                               | نَص السُّورة | - إثبات البعث والحفظة من الملائكة. (1 - 10) - القسم على أن القرآن حق. (11 - 14) - تهديد الكافرين. (15 - 17) |
| الأَعْلى                                                      | 87    | 591       | 19         | مَكيَّة                     | 8                | لا                               | نَص السُّورة | - مظاهر قدرة الله. (1 - 8) - توجيهات للنبي والمؤمنين. (9 - 19) |
| الغَاشِية                                                     | 88    | 592       | 26         | مَكيَّة                     | 68               | لا                               | نَص السُّورة | - أهوال يوم القيامة على الكافرين. (1 - 7) - نعيم المؤمنين في الجنة. (8 - 16) - من مظاهر قدرة الله. (17 - 20) - إثبات وقوع البعث. (21 - 26) |
| الفَجْر                                                       | 89    | 593       | 30         | مَكيَّة                     | 10               | لا                               | نَص السُّورة | - القسم بهلاك المكذبين لرسلهم. (1 - 14) - طبيعة من ينسى ربه. (15 - 20) - أهوال القيامة ومصير المؤمنين. (21 - 30) |
| البَلَد                                                       | 90    | 594       | 20         | مَكيَّة                     | 35               | لا                               | نَص السُّورة | - اغترار الإنسان بقدرته وماله. (1 - 7) - نعم الله على عبده. (8 - 16) - مصير أصحاب اليمين والشمال. (17 - 20) |
| الشَّمْس                                                       | 91    | 595       | 15         | مَكيَّة                     | 26               | لا                               | نَص السُّورة | - القسم بمظاهر قدرة الله. (1 - 10) - قصة ثمود والناقة. (11 - 15) |
| الليْل                                                       | 92    | 595       | 21         | مَكيَّة                     | 9                | لا                               | نَص السُّورة | - القسم بمظاهر قدرة الله. (1 - 7) - عاقبة البخل. (8 - 11) - عاقبة المكذبين بالنار ونجاة المتقين منها. (12 - 21) |
| الضُّحَى                                                       | 93    | 596       | 11         | مَكيَّة                     | 11               | لا                               | نَص السُّورة | - تثبيت فؤاد الرسول وبعض التوجيهات. |
| الشَّرْح                                                       | 94    | 596       | 8          | مَكيَّة                     | 12               | لا                               | نَص السُّورة | - مكانة الرسول عند الله. |
| التِّين                                                       | 95    | 597       | 8          | مَكيَّة                     | 28               | لا                               | نَص السُّورة | - تكريم الله للإنسان، وانحطاطه بالكفر. |
| العَلَق                                                       | 96    | 597       | 19         | مَكيَّة                     | 1                | نعم، الآية 19                    | نَص السُّورة | - الأمر بالقراءة والعلم والكتابة. (1 - 5) - طبيعة الإنسان ونسيانه للآخرة. (6 - 8) - تهديد للطغاة (9 - 19) |
| القَدْر                                                       | 97    | 598       | 5          | مَكيَّة                     | 25               | لا                               | نَص السُّورة | - فضائل ليلة القدر. |
| البَينَة                                                      | 98    | 598       | 8          | مَدنيَّة                    | 100              | لا                               | نَص السُّورة | - مهمة الرسول وفضل القرآن وافتراق أهل الكتاب فيه. (1 - 5) - وعيد الكافرين وبشرى المؤمنين. (6 - 8) |
| الزلزَلة                                                     | 99    | 599       | 8          | مَدنيَّة                    | 93               | لا                               | نَص السُّورة | - أهوال يوم القيامة ودقة الحساب. |
| العَادِيات                                                    | 100   | 599       | 11         | مَكيَّة                     | 14               | لا                               | نَص السُّورة | - القسم على جحود الإنسان لنعم ربه وحبه للمال. |
| القَارِعة                                                     | 101   | 600       | 11         | مَكيَّة                     | 30               | لا                               | نَص السُّورة | - أهوال يوم القيامة وأحوال الناس فيها. |
| التَّكَاثر                                                     | 102   | 600       | 8          | مَكيَّة                     | 16               | لا                               | نَص السُّورة | - طول الأمل في الدنيا والتخويف من الجحيم. |
| العَصْر                                                       | 103   | 601       | 3          | مَكيَّة                     | 13               | لا                               | نَص السُّورة | - حال الكافر والمؤمن. |
| الهُمَزَة                                                      | 104   | 601       | 9          | مَكيَّة                     | 32               | لا                               | نَص السُّورة | - وعيد الطّعان يوم القيامة. |
| الفِيل                                                       | 105   | 601       | 5          | مَكيَّة                     | 19               | لا                               | نَص السُّورة | - قصة أصحاب الفيل. |
| قُرَيْش                                                        | 106   | 602       | 4          | مَكيَّة                     | 29               | لا                               | نَص السُّورة | - نِعَم الله على قريش ودعوتهم لعبادته. |
| المَاعُون                                                     | 107   | 602       | 7          | مَكيَّة                     | 17               | لا                               | نَص السُّورة | - صفات المنكر ليوم الحساب والمنافقين. |
| الكَوْثَر                                                      | 108   | 602       | 3          | مَكيَّة                     | 15               | لا                               | نَص السُّورة | - فضل الله على رسوله. |
| الكَافِرُون                                                    | 109   | 603       | 6          | مَكيَّة                     | 18               | لا                               | نَص السُّورة | - وجوب التبرؤ من الكافرين ودينهم. |
| النَّصر                                                       | 110   | 603       | 3          | مَدنيَّة                    | 114              | لا                               | نَص السُّورة | - فتح مكة وواجب الرسول. |
| المَسَد                                                       | 111   | 603       | 5          | مَكيَّة                     | 6                | لا                               | نَص السُّورة | - توبيخ لأبي لهب وزوجته، ومصيرهما. |
| الإخْلَاص                                                     | 112   | 604       | 4          | مَكيَّة                     | 22               | لا                               | نَص السُّورة | - توحيد الله. |
| الفَلَق                                                       | 113   | 604       | 5          | مَكيَّة                     | 20               | لا                               | نَص السُّورة | - الاستعاذة بالله من شر المخلوقات. |
| النَّاس                                                       | 114   | 604       | 6          | مَكيَّة                     | 21               | لا                               | نَص السُّورة | - الاستعاذة بالله من شياطين الجن والإنس. |

## حاشية
1. ↑  سورة النمل، الآية 30

## وصلات خارجيَّة
- إحصائيات القرآن الكريم - موقع أرقام نسخة محفوظة 28 أكتوبر 2017 على موقع واي باك مشين.
- سور القرآن الكريم، دراسة إحصائية - موقع المشكاة